# Schistocichla rufifacies
Schistocichla rufifacies е вид птица от семейство Thamnophilidae.

## Разпространение
Видът е разпространен в Бразилия.